# Moose Jaw Warriors
Moose Jaw Warriors je kanadský juniorský klub ledního hokeje, který sídlí v Moose Jaw v provincii Saskatchewan. Od roku 1984 působí v juniorské soutěži Western Hockey League. Založen byl v roce 1984 po přestěhování týmu Winnipeg Warriors do Moose Jaw. Své domácí zápasy odehrává v hale Mosaic Place s kapacitou 4 414 diváků. Klubové barvy jsou červená, stříbrná a černá.
Nejznámější hráči, kteří prošli týmem, byli např.: Pavel Kubina, Tomáš Fleischmann, Rastislav Staňa, Johnny Boychuk, Tomáš Mojžíš, Brian Sutherby, Quinton Howden, Roman Vopat, Antonín Honejsek, Theoren Fleury, Troy Brouwer, Ryan Smyth , Martin Špaňhel nebo Martin Gründling.

## Přehled ligové účasti
Zdroj: 
- 1984– : Western Hockey League (Východní divize)